# 大阪市立新今宮小学校・今宮中学校
大阪市立新今宮小学校・今宮中学校（おおさかしりつ しんいまみやしょうがっこう・いまみやちゅうがっこう）は、大阪府大阪市西成区にある公立小中一貫校。愛称は「いまみや小中一貫校」。
西成区の北東部を校区としている。2015年に既存の3小学校の統合と中学校内への新小学校併設で、小中一貫校として出発した。
今宮中学校は大阪市および西成区で最初の中学校の一つとして、1947年の学制改革とともに創立した。地域の児童数減少のために校区内の3小学校を統合し中学校敷地に併設する形で、2015年に新今宮小学校を設置した。

## 沿革

### 前身の小学校
明治時代の学制発布により、当時の今宮村に小学校（のちの浪速区・恵美小学校）が設置された。今宮村は1896年、大阪市の第一次市域拡張により、北部が大阪市に編入された。当時の小学校周辺は大阪市に編入され、今宮村として残った地域には小学校がなくなったが、引き続き恵美校に児童を委託していた。
今宮村の分割・再編から2年後の1898年に新たな今宮村の小学校として、今宮小学校（のちの弘治小学校）が開校した。今宮村の人口の増加に伴い、1917年に今宮第三（のち萩之茶屋）、1921年に今宮第四（のち今宮）の各小学校も開校した。今宮第三（萩之茶屋）小学校は今宮（弘治）・今宮第二（長橋）の両校の校区再編で、今宮第四（今宮）小学校は今宮（弘治）・今宮第三（萩之茶屋）両校の校区再編で、それぞれ設置された。
今宮町の大阪市への編入、学制改革を経て、1947年以降は大阪市立弘治小学校・大阪市立萩之茶屋小学校・大阪市立今宮小学校となった。

### 今宮中学校
大阪市および西成区で最初の中学校の一つとして、1947年の学制改革とともに創立した。
1947年に大阪市立弘治小学校（当時の西成区花園町。現在は西成区花園北2丁目、花園交差点北東角）内に設置された仮校舎で開校した。翌1948年に校区の一部を、新設の大阪市立西成第四中学校（現在の大阪市立鶴見橋中学校）の校区へ変更し、現在の校区となった。
校名については、当初は「大阪市立西成第二中学校」の仮称で出発した。その後大阪市立の新制中学校について番号での仮称ではなく地名などを取り入れた名称へと変更されることになったことに伴い、1949年に現校名に改称している。
校名の案としては、弘治小学校内に仮校舎を設置していたことから「弘治」、校区内の地名から「花園」「萩」などがあげられた。しかし当時独立校舎設置場所が未定だったことから、「弘治小学校校区外に移ることもありえる」として「弘治」の案は不採用になった。「花園」は西区の花園（現在の西区千代崎）と紛らわしいとして、また「萩」は山口県の萩と紛らわしいとして不採用になった。そのため、一帯を広く指す旧地名の「今宮」が採用された。

### あいりん学園
1962年には校区内のあいりん地区の不就学生徒への対策のため、萩之茶屋小学校・今宮中学校分校としてあいりん学園を設置した。翌1963年には大阪市立あいりん小中学校として独立し、さらに1973年には萩之茶屋1丁目9番に独立校舎を構えて移転し大阪市立新今宮小学校・中学校と改称したが、時代背景の変化により歴史的役割を終えたとして、小学校は1981年・中学校は1984年に閉鎖している。新今宮小学校の学校事務は萩之茶屋小学校が、新今宮中学校の学校事務は今宮中学校が引き継いだ。
新今宮小中学校跡は老人憩いの家などになっている。

### 小中一貫校
地域全体で児童の減少傾向が長期にわたって進み、前身の小学校3校は2000年代にはいずれも1学年1学級の小規模校となり、年度によっては複式学級も導入される状況となった。そのため小学校の統廃合が検討され、3小学校の統廃合が具体化した。
その際に今宮中学校敷地に小学校を併設して、小中一貫校へ改編する計画が打ち出された。

### 年表
- 1947年4月1日 - 大阪市立西成第二中学校として開校。
- 1948年4月1日 - 新設の大阪市立西成第四中学校（現在の大阪市立鶴見橋中学校）へ、校区の一部を分離。
- 1949年6月 - 大阪市立今宮中学校に改称。西成区東四条町（現在地：当時の住所表示）に移転。
- 1957年7月 - プール完成。
- 1962年 - 分校としてあいりん学園（のちの大阪市立新今宮中学校）を設置。
- 1971年10月 - ソニー理科教育全国最優秀校を受賞。
- 1972年9月 - LL教室完成。
- 1976年10月 - 食堂設置。
- 1984年3月 - 新今宮中学校の閉校に伴い、同校の事務を今宮中学校が継承。
- 2000年3月 - 体育館落成。
- 2015年 - 敷地内に3小学校統合で新今宮小学校を併設し、小中一貫校に改編。

### 教育目標
- ＜自主＞だれからも干渉されたり他人に左右されたりすること無く、独立した強い意思と信念を持って行動すること
- ＜協調＞お互いに独りよがりにならず譲り合えるところは譲り合い、みんな仲良く楽しく助け合って生活すること
- ＜健康＞私たちの楽しい生活の基礎であり、病気にならず怪我をせず健やかに成長すること

## 通学区域
全市募集により、大阪市内全域からの入学が可能となっている。
- 大阪市西成区 太子、萩之茶屋、花園北、花園南1丁目の一部、出城1丁目の一部、長橋1丁目の一部、鶴見橋1丁目の一部、旭1丁目の一部、梅南1丁目の一部、天下茶屋北、天下茶屋1丁目の大半、天下茶屋2・3丁目の一部、天下茶屋東の一部。（弘治地域・萩之茶屋地域・今宮地域）

## 出身者
（今宮中学校）
- 赤井英和 - 俳優、元プロボクサー
- 柏原芳恵 - 歌手、タレント
- 立花理佐 - 歌手、タレント
- 亀田史郎 - ボクシングトレーナー

## 交通
- 南海高野線 萩ノ茶屋駅 北東へ約290m。
- 南海本線・大阪環状線・関西本線（大和路線）新今宮駅 南西へ約170m。
- Osaka Metro四つ橋線 花園町駅 北東へ約400m。
- 阪堺電気軌道阪堺線 新今宮駅前停留場  南西へ約450m。
- Osaka Metro御堂筋線・堺筋線 動物園前駅 南西へ約500m。